# Kalich (nakladatelství)
KALICH, nakladatelství a knihkupectví, s. r. o., je české knihkupectví a nakladatelství založené roku 1921 Českobratrskou církví evangelickou. Sídlí v Husově domě v Praze v Jungmannově ulici. Zaměřuje se na teologickou (protestantskou) a filosofickou literaturu, humanisticky zaměřenou beletrii a knihy pro děti a mládež. Kalich se také specializuje se na vydávání Biblí, zpěvníků a katechismů, kromě knih se aktivně podílí rovněž na vydávání některých zejména křesťanských periodik a tiskovin.
Dne 8. září 2022 oznámila Českobratrská církev evangelická prodej majoritního podílu skupině Kosmas, přesněji vydavatelskému domu Argo.